# Kathrine Taylor
Kathrine Kressmann Taylor (1903, Portland, Oregon – Minnesota, 1996. július 14.) amerikai írónő, főként az Address Unknown (1938) című novellájáról ismert, amely levélsorozatként íródott egy San Franciscóban élő zsidó műkereskedő és az 1932-ben Németországba visszatért üzlettársa között. Ennek tulajdonítható, hogy korán felfedte az amerikai közvélemény előtt a nácizmus veszélyeit.

## Élete
Kathrine Kressmann San Franciscóba költözött, miután 1924-ben végzett az Oregoni Egyetemen, és reklámszövegíróként dolgozott. 1928-ban Kressmann feleségül ment Elliott Taylorhoz, aki egy reklámügynökség tulajdonosa volt. Tíz évvel később a pár New Yorkba költözött, ahol a Story magazin kiadta az Address Unknown-t. A szerkesztő Whit Burnett és Elliot úgy ítélte meg, hogy a történet "túl erős ahhoz, hogy egy nő neve alatt jelenjen meg", és Kressmann Taylor néven adták ki a művet, elvetve a keresztnevét. Ezt a nevet professzionálisan használta élete végéig. A Reader's Digest hamarosan újranyomtatta a regényt, a Simon & Schuster pedig 1939-ben könyvként adta ki, 50 000 példányban kelt el. Gyorsan követték a külföldi kiadások, köztük egy holland fordítást, amelyet később a nácik elkoboztak, és egy németet, amelyet Moszkvában adtak ki. A könyvet betiltották Németországban.
A nácizmus vádja volt Taylor következő, 1942-ben megjelent könyvének, az Until That Day-nek is a témája. 1944-ben a Columbia Pictures megfilmesítette az Address Unknown-t. A film rendezője és produkciós tervezője William C. Menzies (Elfújta a szél) volt, Paul Lukas pedig Martint alakította. A Herbert Dalmas által írt forgatókönyv szintén Kressmann Taylor nevéhez fűződik. Oroszul volt egy másik forgatókönyv David Greenertől, de azt soha nem forgatták le.
1947-től Taylor bölcsészettudományt, újságírást és kreatív írást tanított a pennsylvaniai Gettysburg College-ban (ő volt az intézmény első állandó női professzora), és amikor Elliot Taylor 1953-ban meghalt, özvegyként élt. 1966-ban nyugdíjba vonult, és Firenzébe, Olaszországba költözött, és megírta a Diary of Florence in Flood-ot, amelyet az Arno folyó ugyanazon év novemberében bekövetkezett nagy áradása ihletett. 1967-ben Taylor összeházasodott John Rood amerikai szobrásszal. Ezt követően fél évig Minneapolisban, Minnesotában, felét pedig Val de Pesában, Firenze közelében éltek. Taylor folytatta ezt az életstílust második férje 1974-es halála után.
1995-ben, amikor Taylor 91 éves volt, a Story Press újra kiadta az Address Unknown-t a koncentrációs táborok felszabadításának 50. évfordulója alkalmából. A történetet ezt követően 20 nyelvre fordították le, a francia verzióból 600 000 példány kelt el. A könyv végül 2001-ben jelent meg Németországban, majd 2002-ben újra kiadták Nagy-Britanniában. Izraelben a héber kiadás bestseller volt, és színpadra is adaptálták. A színpadi show több mint 100 előadása már megtörtént, és a TV-ben forgatták és közvetítették a holokauszt emléknapja, január 27-e alkalmából.
Az Address Unknown újrakiadása után újra felfedezett Taylor egy boldog utolsó évet töltött másolatok dedikálásával és interjúkkal egészen 93 éves korában bekövetkezett haláláig.

## Művei

### Address Unknown(1938)
A Cím(zett) ismeretlen levélváltás egy San Franciscóban élő zsidó műkereskedő és korábbi üzleti partnere között, aki visszatért Németországba. A fiktív levélváltás azonnal irodalmi szenzáció lett, és társadalmi vitát váltott ki, de a náci Németországban betiltották. Tartalma röviden:
Martin, a nemzsidó családjával visszatér Németországba, felvillanyozva a régi országában a Nagy Háború megaláztatása óta elért fejlődéstől. Üzlettársa, a zsidó Max az Egyesült Államokban marad, hogy fenntartsa az üzletet. A történetet teljes egészében levelekben mesélik el egymásközt, 1932-től 1934-ig.
Martin a "csodálatos" Harmadik Birodalomról és egy "Hitler" nevű emberről ír. Max eleinte így reagál: "Hogy irigyellek! ... Egy demokratikus Németországba mész, egy olyan földre, ahol mély a kultúra és látszanak a szép politikai szabadság kezdetei." Maxnak azonban hamarosan kételyei támadnak barátja új lelkesedése miatt, miután Berlinből kikerült szemtanúktól hallotta, hogy a zsidókat verik, és bojkottálják vállalkozásaikat. Martin válaszol és azt mondja Maxnek, hogy bár jó barátok lehetnek, mindenki tudja, hogy a zsidók voltak mindenben bűnösek, és "néhánynak szenvednie kell a milliók megmentéséért".
"Ez a zsidó baj csak egy incidens" – írja Martin. – Valami nagyobb szabású változás történik. Ennek ellenére megkéri Maxet, hogy ne írjon neki. Ha egy levelet lehallgatnának, ő (Martin) elveszítené hivatalos pozícióját, és veszélybe kerülne ő és családja is.
Max ettől függetlenül folytatja az írást, mert saját nővére, Griselle, egy berlini színésznő eltűnik. Kétségbeesetten szeretné megtudni a lány sorsát. Martin válaszol a banki levélpapíron (kevésbé valószínű, hogy megvizsgálják), és megírja Maxnek, hogy a nővére meghalt. Még azt is bevallja, hogy visszautasította, amikor hozzá, bátyja legkedvesebb barátjához érkezett menedékért, mert ostobán dacolt a nácikkal, és az SA gengszterei üldözték. (A könyvből korábban kiderül, hogy Martinnak és Griselle-nek viszonya volt, mielőtt a könyvben szereplő események megtörténtek.)
Körülbelül egy hónap kihagyás után Max otthonról kezd írni Martinnak, csak az üzletnek látszó dolgokat és az időjárással kapcsolatos tartalmú megjegyzéseket, de úgy ír, mintha rejtett, kódolt jelentésük lenne, furcsa hivatkozásokkal a képek pontos méretére és így tovább. A levelek "nagyanyánk"-ra utalnak, és arra, hogy Martin is zsidó. A Münchenből San Franciscóba küldött levelek rövidebbek és pánikszerűek, könyörögve Maxnek, hogy hagyja abba: "Istenem, Max, tudod, mit csinálsz? ... Ezeket a leveleket, amelyeket küldtél... nem kézbesítik, de hozzák hozzám és... kérik, hogy adjam át nekik a kódot... Könyörgöm, Max, ne többet, ne többet! Állj meg, amíg még megmenekülhetek."
Max azonban így folytatja: „Készítsd fel ezeket a terjesztésre március 24-ig: Rubens 12 x 77, kék; Giotto 1 317, zöld és fehér; Poussin 20 x 90, piros és fehér. A levelet visszaküldik Maxnek, rábélyegezve: Adressat unbekannt. Címzett ismeretlen. (A könyv címe valójában az Adressat unbekannt félrefordítása: Az "Adressat" helyes fordítása a "címzett", nem a "cím"; ami sokkal inkább megfelel a történet cselekményének.)
A könyv utószava, amelyet Taylor fia szeretettel írt, felfedi, hogy a történet ötlete egy kis hírcikkből származik: A németországi amerikai diákok megírták az igazságot a náci atrocitásokról, amit azonban a legtöbb amerikai nem hinne el. Címzettjeik úgy gondolták, vicces lenne Hitlert gúnyoló leveleket küldeni nekik, és erre a kinti diákok visszaírták: "Hagyd abba. Veszélyben vagyunk. Ezek az emberek nem hülyéskednek. A levelekkel megölhetsz valakit." Így alakult ki a "levél mint fegyver" vagy a "postai gyilkosság" gondolata.
Az Address Unknown című darabot 2001-ben Franciaországban, 2002-től Izraelben, 2004-ben pedig a New York-i Promenade Theatre-ben játszották színpadi darabként. Előadták Németországban, Olaszországban, Dániában, Svédországban, Törökországban, Argentínában és Dél-Afrikában is. és számos más amerikai városban. Az Address Unknown (Cimzett Ismeretlen) 2008. szeptember 6-án mutatkozott be a Spinoza Ház színpadán Budapesten, és a glasgow-i Tron Theatre-ben a Mayfesto évad részeként 2010. május 15-22. között adták. A Koninklijke Schouwburg 2011 májusában a hollandiai Hágában. 2013-ban a londoni Soho Színházba vitték.
A BBC Radio 4 adaptációját 2008 júniusában Afternoon Playként sugározták. A főszerepben Henry Goodman volt Max, Patrick Malahide pedig Martin, és Tim Dee adaptálta és rendezte.

### Until That Day(1942)
A regény Karl Hoffmann fiatal német keresztény, egy evangélikus lelkész fia történetét meséli el. Hoffman az 1920-as évek végén kezdi meg teológiai tanulmányait Berlinben. Németország még mindig depresszióban van az első világháborúban elszenvedett vereséget követően, és ez a helyzet az a talaj, amelyből a nácizmus befolyása kinő. Hitler hatalomra kerül, és üldözni kezdi az egyházat, amely nem hajlandó prédikálni a náci doktrínát. Karl apja ellenáll a hatóságoknak, és ez az ellenállás okozza a halálát. Karl pedig folytatja apja küzdelmét, és állást foglal az egyház náci hatalomátvétele ellen. Elhatározza, hogy maga is lelkész lesz, de felszentelését megtagadják. Élete veszélybe kerül, és az Egyesült Államokba szökik.
A regény egy valós személy, bizonyos Leopold Bernhard életén alapul. Kathrine Taylor az FBI közvetítésével találkozott vele, amely az Egyesült Államokba való disszidálása után nyomozott a fiatal német ellen. Taylor nem hivatkozott családjára és nevére, mivel még voltak rokonai Németországban, és valódi nevét is csak röviddel 1996-os halála előtt említette.

## Válogatott művek[9]
- Address Unknown HarperCollins, 2002. ISBN 0-7322-7616-0
- Address Unknown. Washington Square Press, 2001. ISBN 0-7434-1271-0
- Address Unknown. Story Press, 1995. ISBN 1-884910-17-3
- Diary of Florence in Flood. Simon & Schuster, 1967. LCCN(wd)=67025386
- Florence: Ordeal by Water. H. Hamilton, London, 1967. ISBN 0-241-91438-8
- Day of No Return. Xlibris, 2003. ISBN 1-4134-1181-9
- Until That Day. Duell, Sloan & Pierce, 1945. LCCN(wd)=42019761
- Until That Day. Simon & Schuster, 1942

### Magyarul megjelent
- Címzett ismeretlen (Address Unknown) – Ab Ovo, Budapest, 2010 · ISBN 9789639378780 · Fordította: Kiss Marianne
- Címzett ismeretlen (Address Unknown) – XXI. Század, Budapest, 2022 · ISBN 9789635682645 · Fordította: Katona Ágnes

## Fordítás
- Ez a szócikk részben vagy egészben  a   Kathrine Taylor című angol Wikipédia-szócikk fordításán alapul.  Az eredeti cikk szerkesztőit annak laptörténete sorolja fel. Ez a jelzés csupán a megfogalmazás eredetét és a szerzői jogokat jelzi, nem szolgál a cikkben szereplő információk forrásmegjelöléseként.